# Codex Koridethi
De Codex Koridethi (Gregory-Aland no. Θ of 038, von Soden ε 050) is een 9e-eeuws Bijbelhandschrift, geschreven met hoofdletters (uncialen) op perkament.

## Beschrijving
Het bevat de tekst van de vier Evangeliën met lacunes (Matt 1,1–9; 1,21–4,4; 4,17–5,4). De gehele Codex Koridethi bestaat uit 249 bladen (29 x 24 cm).
De tekst heeft twee 25-regelige kolommen per pagina.
De Codex Koridethi geeft de Caesariaanse tekst in het Evangelie van Marcus, de Alexandrijnse tekst in Matteüs 14-38. In re van de evangeliën die het vertegenwoordigt de Byzantijnse tekst weer. Kurt Aland plaatste de codex in Categorie II.
De tekst van Johannes 7:53-8:11 ontbreekt.

## Geschiedenis
De codex werd in 1853 ontdekt in de bergen van de Kaukasus.
Het handschrift bevindt zich nu in het Georgisch Nationaal Instituut voor Manuscripten (Gr. 28) in Tbilisi.